# Ilias Takidine
Ilias Takidine (5 februari 2001) is een Belgisch-Marokkaans voetballer die onder contract staat bij RKC Waalwijk.

## Clubcarrière
Takidine sloot zich op achtjarige leeftijd aan bij de jeugdopleiding van KRC Genk.. In februari 2017 ondertekende hij zijn eerste profcontract bij de club. In het seizoen 2019/20 nam hij met KRC Genk deel aan de UEFA Youth League.
In mei 2020 stapte Takidine over naar RSC Anderlecht, waar hij een vierjarig contract ondertekende.. Takidine sloot bij zijn komst meteen aan bij de A-kern van Anderlecht, maar op zijn profdebuut moest hij meer dan twee jaar wachten. Op 27 augustus 2022 maakte hij zijn profdebuut in het shirt van RSCA Futures, het beloftenelftal van Anderlecht dat vanaf het seizoen 2022/23 aantreedt in Eerste klasse B: op de derde competitiespeeldag liet trainer Robin Veldman hem tegen SK Beveren in de 84e minuut invallen voor David Hubert.
In de zomer van 2023 maakte hij de overstap naar het Nederlandse RKC Waalwijk waar hij een contract kreeg voor twee seizoenen.

## Clubstatistieken
| Seizoen         | Club            | Competitie      | Competitie | Competitie | Beker | Beker | Ove  | Ove  | Totaal | Totaal |
| Seizoen         | Club            | Competitie      | Wed.       | Dlp.       | Wed.  | Dlp.  | Wed. | Dlp. | Wed.   | Dlp.   |
| --------------- | --------------- | --------------- | ---------- | ---------- | ----- | ----- | ---- | ---- | ------ | ------ |
| 2022/23         | RSCA Futures    | Eerste klasse B | 17         | 0          | —     | —     | —    | —    | 17     | 0      |
| 2023/24         | RKC Waalwijk    | Eredivisie      | 8          | 0          | 0     | 0     | 0    | 0    | 8      | 0      |
| 2024/25         | RKC Waalwijk    | Eredivisie      | 0          | 0          | 0     | 0     | 0    | 0    | 0      | 0      |
| Carrière totaal | Carrière totaal | Carrière totaal | 25         | 0          | 0     | 0     | 0    | 0    | 25     | 0      |

Bijgewerkt op 13 maart 2025.

## Privé
- Takidine is de één jaar oudere broer van Jamil Takidine, die sinds 2021 uitkomt voor Roda JC.

1 Houwen ·
2 Lelieveld ·
3 Van den Buijs ·
4 Van Gelderen ·
5 Familia-Castillo ·
6 Oukili ·
7 Cleonise ·
8 Vroegh ·
9 Zawada  ·
11 Jakobsen ·
13 Kesting ·
14 Lokesa ·
16 Spenkelink ·
17 Van Eijma ·
18 Van der Water ·
19 Margaret ·
20 Takidine ·
21 Van Osch ·
22 Van de Loo ·
23 Van der Venne ·
24 Roemeratoe ·
28 Meijers ·
29 Kramer ·
30 Weidmann ·
31 Vogels ·
32 El Yaakoubi ·
33 Al Mazyani ·
34 Wouters ·
35 Felida ·
52 Ihattaren ·
Coach: Fraser
· Assistent-coach: Auassar
· Assistent-coach: Roorda
· Keeperstrainer: Tinus